# Johann Heinrich Stuß
Johann Heinrich Stuß (* 9. Junijul. / 19. Juni 1686greg. in Grohnde; † 6. Mai 1775 in Gotha) war ein deutscher Pädagoge.

## Leben
Stuß war der einzige Sohn eines Pfarrers. Zunächst besuchte er mit sechs Jahren die Stadtschule von Helmstedt, kehrte allerdings nach dem Tod seiner Mutter 1696 zurück zu seinem Vater, der ihn in den folgenden zwei Jahren selbst beschulte oder in der Nähe seines Dienstortes beschulen ließ. 1698 wechselte Stuß auf das Göttinger Gymnasium, das er 1704 abschloss. In dieser Zeit nahm sich insbesondere der Rektor der Anstalt um ihn und seine Geistige Ausbildung an. 
Stuß Studienzeit war sehr vom Gesundheitszustand seines Vaters geprägt sowie durch sein eigenes Augenleiden. Im Herbst 1704 immatrikulierte er sich an der er Universität Helmstedt an der Theologie, Philosophie, Naturwissenschaften und die Geschichte der Wissenschaften studierte. Nach zwei Jahren musste er jedoch bereits zurück zu seinem Vater und ihm bei der Ausübung seines geistlichen Amtes unterstützen. 1708 ging er aus Grohnde nach Halle an der Saale, wo er sein Augenleiden behandeln lassen wollte und zudem das Studium der orientalischen Sprachen aufnahm. Er musste allerdings abermals zurück zu seinem Vater und kehrte erst im Frühjahr 1710 wieder zurück an die Universität Halle, an der er sich nun der Altertumswissenschaft sowie der französischen und italienischen Sprache widmete. Im Winter 1711/1712 war er in Hannover. Dort traf er unter anderem auf Gottfried Wilhelm Leibniz. In dieser Zeit wurde ersichtlich, dass er als Konrektor an das Pädagogium Ilfeld kommen sollte. Da er dort auch die Mathematik unterrichten sollte, ging er nochmals an die Universität Helmstedt, um bei Johann Bernhard Wiedeburg seine Kenntnisse in diesem Fachbereich zu verbessern.
Stuß trat am 29. Dezember 1713 seine Stelle als Lehrer am Ilfelder Pädagogium an. Als 1724 der Rektor der Einrichtung überraschend verstarb, wurde Stuß zum Prorektor befördert. 1728 folgte er dem Ruf als Nachfolger von Gottfried Vockerodt auf die Stelle des Rektors des Gothaer Gymnasium illustre. In Gotha zählte der Herzog Friedrich III. zu seinen Gönnern und deckte manche Nachlässigkeit des Rektors. Insgesamt ist für seine Arbeit als Rektor der Gothaer Landesschule ein ambivalentes Bild überliefert. Nach mehreren Schlaganfällen wurde Stuß am 6. April 1768 bei vollen Bezügen in den Ruhestand versetzt, nachdem sein Nachfolger Johann Gottfried Geißler den Ruf nach Gotha angenommen hatte. Die wissenschaftliche Arbeit hielt Stutz, bis zuletzt unterstützt von seiner Frau, aufrecht.
Der Altphilologe, Schriftsteller und Geistliche Just Christian Stuß war sein Sohn, der Violinist Heinrich Benda sein Patensohn.

## Werke (Auswahl)
Stuß hinterließ eine kaum zu überschauende Anzahl an Schriften, darunter eine Vielzahl an Programmen und Kommentaren. Daneben schrieb er über diverse Persönlichkeiten und ihr Wirken, so beispielsweise über Georg Nitsch zu dessen Ableben in Gotha 1729 und zum gleichen Anlass über Johann Elias Reichardt 1731 sowie 1733 über Theodor Berckelmann, mehrmals über Basilius Monner und 1749 über den Nürnberger Diplomaten Georg Achatz Heher. Umfangreiche Auflistungen der Schriften finden sich beispielsweise bei Johann Georg Meusel und Friedrich Karl Gottlob Hirsching.
- Oratio de eloquentia Martini Lutheri, Helmstedt 1711.
- Sammlung Auserlesener Reden, Welche Als Kern-Proben und galante Exempel der Teutschen Beredsamkeit Den Liebhabern zum Vergnügen und der Jugend zur Nachahmung vorgeleget werden, 2 Bände, Groß, Leipzig und Nordhausen 1727.
- Consilium de thesauro Teutonico altero tertioque adornando et versione IV Evangeliorum Gothica denuo edenda, Reyher, Gotha 1733.
- Sammlung auserlesener Gedichte, als Probe der neuen Teutschen Poesieen, Groß, Leipzig und Nordhausen 1734.
- De antiquissima dialecto Teutonica, Gotha 1751.
- Prolusio de novo genere poeseos Teutonicae rhythmis destitutae, Gotha 1751.